# Колівошко Олександр Володимирович
Олекса́ндр Володи́мирович Колівошко (5 листопада 1992 — 31 жовтня 2014) — молодший сержант 40-го полку Національної гвардії України, загинув в ході російсько-української війни.

## Життєпис
Народився 5 листопада 1992 року в селі Гарячківка Вінницької області. У 2010 році закінчив загальноосвітню школу, у 2012 році — Крижопільський професійний будівельний ліцей за професією «Електрогазозварник».
З 8 жовтня 2012 року по 3 жовтня 2013 року проходив строкову військову службу у гаубичному самохідно-артилерійському дивізіоні 93-ї окремої механізованої бригаді Сухопутних військ Збройних Сил України (військова частина А1302, селище міського типу Черкаське Дніпропетровської області).
Після строкової служби повернувся до рідного села, де працював на цегельному заводі.
У серпні 2014 року мобілізований до 40-го полку Західного оперативно-територіального об‘єднання Національної гвардії України (військова частина 3008, місто Вінниця). Обійняв посаду помічника гранатометника. Згодом брав участь в антитерористичній операції на Сході України.
Близько 16-ї години 31 жовтня 2014 року російські бойовики обстріляли з мінометів 29-й блокпост на трасі «Бахмутка» неподалік від смт Донецький (Луганська область). Внаслідок прямого влучення міни в бліндаж Олександр загинув.
4 листопада 2014 року похований на кладовищі у рідному селі Гарячківка.

## Нагороди
- Указом Президента України № 109/2015 від 26 лютого 2015 року, «за особисту мужність і героїзм, виявлені у захисті державного суверенітету та територіальної цілісності України, високий професіоналізм, вірність військовій присязі», нагороджений орденом «За мужність» III ступеня (посмертно)[1].

- Нагороджений медаллю УПЦ КП «За жертовність і любов до України» (посмертно).

## Вшанування пам'яті
12 травня 2017 на території військової частини 3008 Національної гвардії України, що дислокується у місті Вінниця, урочисто відкрили меморіал військовослужбовцям цієї частини, які загинули під час військових дій на Сході України.
В його рідному селі Гарячківка, що на Вінниччині, на його честь назвали вулицю.